# Бережна Яна Юріївна
Яна Юріївна Бережна (нар. 17 січня 1997) — українська плавчиня, майстер спорту України міжнародного класу. Срібна призерка Літніх Паралімпійських ігор 2012 року.

## Життєпис
Займається у секції плавання Харківського обласного центру «Інваспорт». Повністю незряча спортсменка.
1 вересня 2021 року в Токіо виборола бронзову медаль у запливі на 100 м брасом на Літніх паралімпійських іграх 2020.